# Merzenich (Zülpich)
Merzenich este un cartier al orașului Zülpich, districtul rural (Kreis) Euskirchen, landul Renania de Nord - Westfalia, Germania.